# Katharina Zirner

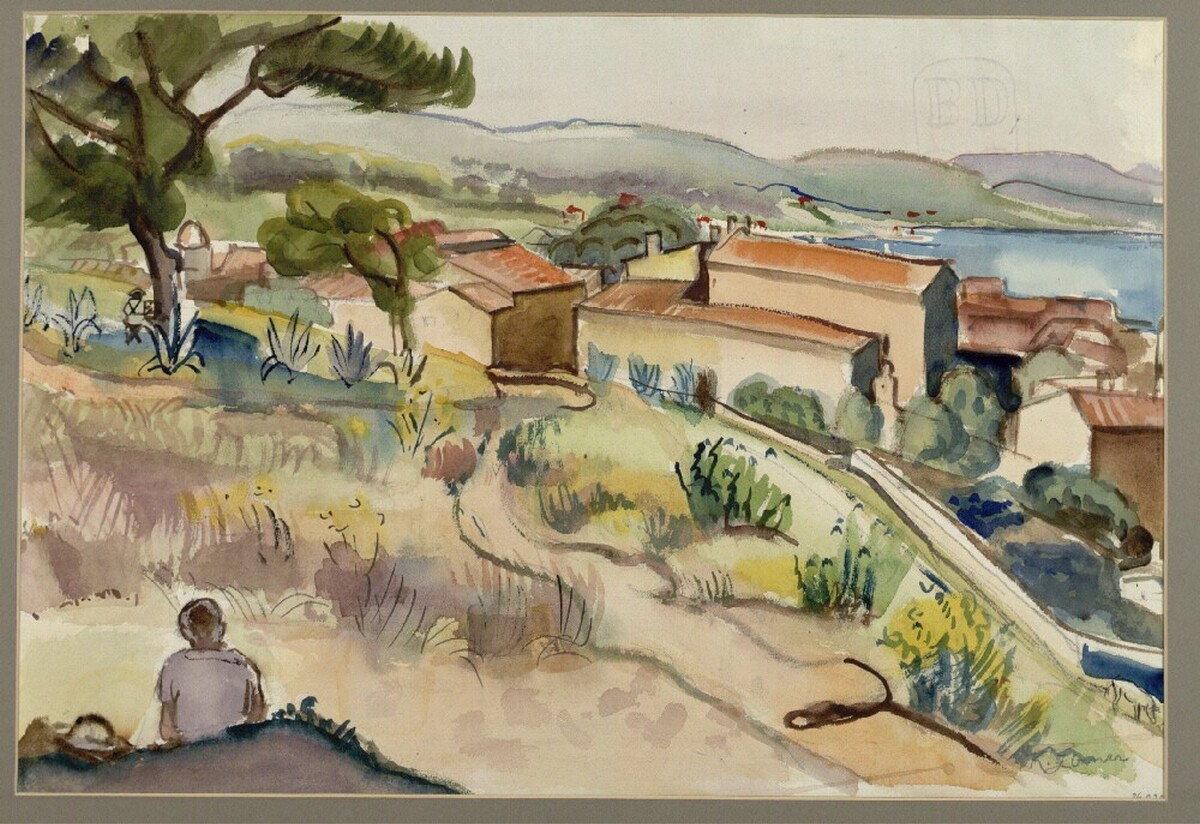
Südliche Landschaft (Dalmatien) (Aquarell/Bleistift), Sammlung Albertina

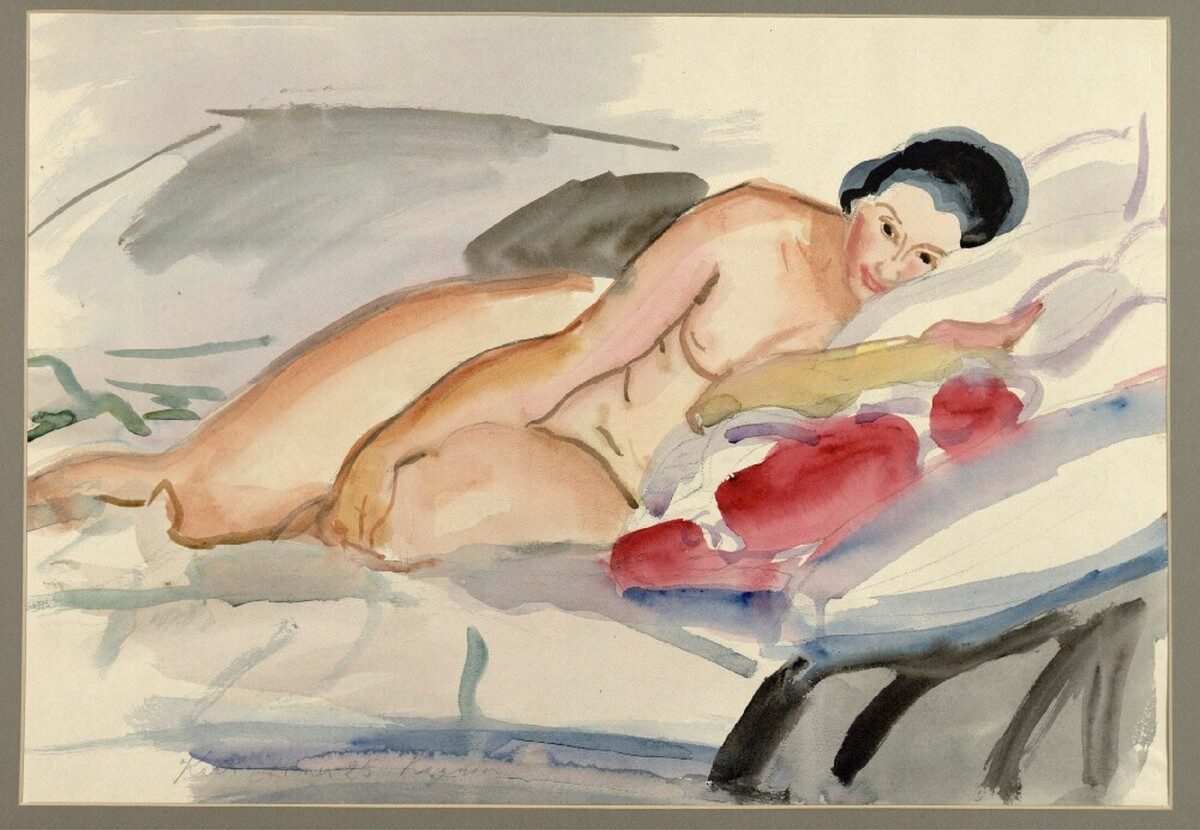
Liegendes Mädchen, 1926

Katharina Zirner (24. November 1890 in Wien – 18. Oktober 1927 in Kasauli, Indien), verehelichte Rapaport, war eine österreichische Malerin und Graphikerin.

## Leben und Werk
Katharina Zirners Vater, Max Zirner (1857–1918), eigentlich Marton Zirner, war k. u. k. Hofjuwelier und Inhaber des Unternehmens „Brüder Zirner“ mit Filialen in Wien und Budapest. Ihre Mutter Gisela geb. Zwieback (1869–1930) entstammte einer wohlhabenden und angesehenen Kaufmannsfamilie in Wien, die mehrere Modehäuser besaß. Die Mutter war sowohl unternehmerisch tätig als auch in Wohltätigkeitsvereinen aktiv. Die Eltern hatten am 10. März 1889 im Wiener Stadttempel geheiratet. 
Katharina Zirner hatte drei Brüder: Josef (1889–1915), Walther (1903–1963) und Felix (1905–1943). Im Jahre 1902 bezog die Familie die soeben fertiggestellte Villa Zirner in der Neue-Welt-Gasse in Wien-Hietzing, gegenüber der späteren Synagoge gelegen.
Katharina Zirner studierte Malerei bei Anton Faistauer, begeisterte sich für die Theosophie und beeindruckte ihre Zeitgenossen mit farb- und ausdrucksstarken Gemälden im Stile des Expressionismus. Gemeinsam mit Frieda Salvendy prägte sie die Künstlergruppe „Freie Bewegung“, die in den unmittelbaren Nachkriegsjahren zeitkritisch die Katastrophe des Ersten Weltkrieges zu bewältigen suchte, auch religiös konnotiert. Dieser Gruppe gehörten unter anderem die Maler Georg Ehrlich, Helene Funke, Carry Hauser und Erich Heckel an, der Komponist Josef Matthias Hauer, der Architekt Adolf Loos sowie Johannes Itten, der Kunsttheoretiker und Begründer der Farbtypenlehre. Die Gruppierung sah sich in Opposition zu Jugendstil und Dekoration. Anfang 1921 fand im Kunstsalon Lorenz die vierte Gruppenausstellung dieser Vereinigung statt. Gezeigt wurden mehr als 60 Zeichnungen und Druckgrafiken von Hauser, Heckel, Salvendy, Zirner und anderen. Sie war auch in Ausstellungen der Vereinigung bildender Künstlerinnen Österreichs (VBKÖ) vertreten.
1927 heiratete sie einen Malerkollegen, Rudolf Rapaport, der sich später im Exil Rudolf Ray nannte. Die Hochzeitsreise führte das Paar nach Indien. Zirner war schwanger und starb noch im selben Jahr wenige Wochen nach der Geburt ihres Sohnes Martin. Der Witwer musste nach der Machtergreifung der Nationalsozialisten aus Österreich flüchten. Der Sohn litt an infantiler Zerebralparese und starb 17-jährig in Wien an den Folgen einer Lungenentzündung.